# مسیر مردگان
مسیر مردگان (انگلیسی: Dead Man's Walk) یک مینی‌سریال وسترن آمریکایی است که در سال ۱۹۹۶ منتشر شد.

## گزیدهٔ بازیگران
- اف. موری آبراهام
- کیت کارادین
- برایان دنهی
- ادوارد جیمز آلموس
- هری دین استنتون
- دیوید آرکت
- جانی لی میلر
- ری مک‌کینون
- جنیفر گارنر
- تیم بلیک نلسون
- کریس پن
- الستر دانکن
- کیران مولرونی
- جرد راشتون